# Come to the Well
Come to the Well — пятый студийный альбом американской группы христианского рока Casting Crowns, выпущенный 18 октября 2011 года на лейблах Beach Street Records и Reunion Records. Альбом был спродюсирован Марком А. Миллером. В основу альбома, в звучании которого преобладают поп-рок и рок, легла библейская история о женщине у колодца. При написании альбома вокалист Марк Холл сотрудничал с авторами песен Стивеном Кертисом Чепменом, Мэтью Уэстом и Томом Дугласом. Альбом получил в основном положительные отзывы критиков, многие из которых высоко оценили его авторство, и был удостоен награды за лучший христианский альбом на церемонии Billboard Music Awards 2012 года.
Хотя аналитики музыкальной индустрии прогнозировали, что альбом займет первое место в Billboard 200, Come to the Well дебютировал на втором месте в чарте и на первом месте в чарте христианских альбомов с продажами за первую неделю в 99 000 единиц. Альбом также дебютировал в канадском чарте альбомов под номером шестьдесят девять и занял восьмое место в новозеландском чарте альбомов в 2012 году после выступления группы на музыкальном фестивале Parachute music festival 2012. Альбом был продан тиражом более 779 000 копий и получил золотой сертификат Американской ассоциации звукозаписывающей индустрии (RIAA). Ведущий сингл альбома, «Courageous», занял первое место в чарте Billboard Christian Songs и четвертое место в чарте Bubbling Under Hot 100 Singles.

## Предыстория и запись
По словам вокалиста Casting Crowns Марка Холла, концепцией Come to the Well стала песня «The Well». Холл написал песню, основываясь на библейской истории о «женщине у колодца и о том, что она стояла там и говорила с Иисусом о воде, а Иисус говорил с ней о воде, но они говорили не об одной и той же воде».
Холл отметил, что в его жизни «когда я прихожу к Иисусу, я уже придумал свой колодец, у меня уже есть то, что, как я думаю, будет поддерживать меня, мне просто нужно, чтобы он посыпал его волшебной Иисусовой пылью и заставил его работать. У нас есть свои колодцы, и мы хотим, чтобы Иисус починил наши колодцы, но на самом деле наши колодцы — это дыры в земле». Холл утверждал, что вместо такого подхода христианам следует «начать с Иисуса, а потом идти в мир», и говорил, что именно об этом подходе и написан альбом. [При написании альбома Холл сотрудничал с внешними авторами песен Стивеном Кёртисом Чепменом, Мэтью Уэстом и Томом Дугласом; он получил авторские права на одиннадцать из двенадцати треков альбома, исключением стала песня «Face Down», авторами которой стали Гектор Сервантес и Марк Бёрд.
Продюсером Come to the Well выступил Марк А. Миллер. Запись и микширование были осуществлены Сэмом Хьюиттом в студии Zoo Studio во Франклине, штат Теннесси. Дополнительный вокал был записан Билли Лордом в студии Eagle’s Landing в Макдоно, штат Джорджия, а дополнительная запись проводилась в студии Lifesong в Макдоно. Струнные треки альбома, аранжированные Дэвидом Дэвидсоном, были записаны Бобби Шином в студии Ocean Way в Нашвилле, штат Теннесси. Мастеринг альбома выполнил Эндрю Мендельсон в студии Georgetown Masters в Нэшвилле. Альбом был микширован Шином в студии ShinShack в Нашвилле.

## Отзывы
| Оценки критиков       | Оценки критиков |
| Источник              | Оценка          |
| --------------------- | --------------- |
| Allmusic              | [ 3 ]           |
| Alt Rock Live         | [ 5 ]           |
| CCM Magazine          | [ 6 ]           |
| Christianity Today    | [ 7 ]           |
| Cross Rhythms         | [ 8 ]           |
| Indie Vision Music    | [ 9 ]           |
| Jesus Freak Hideout   | ·               |
| Louder Than the Music | [ 12 ]          |
| New Release Tuesday   | [ 13 ]          |
| The Phantom Tollbooth | [ 14 ]          |

Альбом Come to the Well получил в основном положительные отзывы от музыкальных критиков. Джеймс Кристофер Монгер из Allmusic дал альбому три с половиной звезды из четырёх, похвалив начальные песни альбома, но раскритиковав «среднюю часть» альбома за то, что в ней есть песни, которые «кажутся немного затянутыми». Том Фриголи из Alpha Omega News поставил альбому оценку «А», похвалив альбом за то, что в нём есть «все, что они привыкли любить, и даже больше, а также несколько песен, удобных для радио». Джонатан Фолкнер из Alt Rock Live поставил альбому семь звёзд из десяти, отметив, что альбом «несомненно, является шагом в правильном направлении». Грейс С. Аспинуолл из CCM Magazine поставила альбому четыре звезды из пяти, отметив общее качество альбома и похвалив группу за то, что она «осталась верна себе». Роберт Хэм из Christianity Today поставил альбому три звезды из пяти, критикуя его за то, что он «придерживается проторенной дороги современного поклонения». Том Ленни из Cross Rhythms поставил Come to the Well девять звёзд из десяти, похвалив музыку и тексты альбома за то, что они «оказывают влияние» и «делают их намного больше, чем просто приятное прослушивание». Джонатан Андре из Indie Vision Music поставил альбому три звезды из пяти, назвав его «заставляющим задуматься альбомом о том, как общество стремится к временному решению проблем». Колдуэлл из Jesus Freak Hideout поставил альбому четыре звезды из пяти, описав его как «умело идущий по тонкой канатной дороге акт балансирования сердца для служения и ученичества с широко привлекательным (если иногда слишком широко привлекательным) поп-рок саундтреком».

### Награды и номинации
На церемонии Billboard Music Awards 2012 альбом получил награду за лучший христианский альбом. Альбом Come to the Well был номинирован на премию «Грэмми» в категории «Лучший альбом современной христианской музыки» на 55-й церемонии вручения «Грэмми», а песня «Jesus, Friend of Sinners» получила номинации за лучшее исполнение госпел/современной христианской музыки и лучшую песню современной христианской музыки.

## Список композиций
| №                   | Название                   | Автор(ы)              | Длительность |
| ------------------- | -------------------------- | --------------------- | ------------ |
| 1.                  | «Courageous»               | Марк Холл, West       | 3:59         |
| 2.                  | «City On the Hill»         | Hall, West            | 4:09         |
| 3.                  | «Jesus, Friend of Sinners» | Hall, West            | 5:38         |
| 4.                  | «Already There»            | Hall, West, Herms     | 4:31         |
| 5.                  | «The Well»                 | Hall, West            | 4:55         |
| 6.                  | «Spirit Wind»              | Hall, Hoard           | 5:18         |
| 7.                  | «Just Another Birthday»    | Hall, Douglas         | 4:27         |
| 8.                  | «Wedding Day»              | Hall, Nordeman, Herms | 4:25         |
| 9.                  | «Angel»                    | Hall, West, Herms     | 3:44         |
| 10.                 | «My Own Worst Enemy»       | Hall, West            | 3:29         |
| 11.                 | «Face Down»                | Cervantes, Byrd       | 3:37         |
| 12.                 | «So Far to Find You»       | Hall, Chapman         | 5:00         |
| Общая длительность: | Общая длительность:        | Общая длительность:   | 55:13        |

| №   | Название                                                                 | Автор(ы)       | Длительность |
| --- | ------------------------------------------------------------------------ | -------------- | ------------ |
| 13. | «Listen to our Hearts (при участии Steven Curtis Chapman и Geoff Moore)» | Chapman, Moore | 5:13         |